# Infinitum
Infinitum byla česká online strategie. Hra obdržela cenu Česká hra roku jako Nejlepší český umělecký počin v herní tvorbě roku 2011. Hru vytvořila česká herní společnost Allodium sídlící v Praze a její vývoj trval dva roky.
Hráč si na začátku vybere město v České republice a v něm si vytvoří ekonomickou základnu. Poté hráč rozšiřuje své impérium a snaží se ovládnout celou mapu. Každé město má svou vlastní ekonomiku a produkuje různé suroviny jako například dřevo. Celkově se ve hře vyskytuje 8600 měst a vesnic, které v reálu existují. Herní mapa je postavena na reálných mapových podkladech.

## Infinitum: Battle for Europe
Na podzim roku 2014 bylo spuštěno pokračování nesoucí název Infinitum: Battle for Europe, ve kterém byla mapa rozšířena z původní mapy ČR, na mapu celé Evropy. Kromě toho dostala hra novou grafickou podobu a nová vylepšení.